# Михайловка (Суєтський район)
Миха́йловка (рос. Михайловка) — селище у складі Суєтського району Алтайського краю, Росія.

## Населення
Населення — 176 осіб (2010; 276 у 2002).
Національний склад (станом на 2002 рік):
- німці — 57 %
- росіяни — 36 %